# SIC Internacional
SIC Internacional es una televisión privada portuguesa que emite internacionalmente. Está destinada prioritariamente a la diáspora portuguesa, emitiendo desde el 15 de septiembre de 1997 a través de diversas plataformas de televisión por satélite, cable y ADSL. Pertenece al grupo de comunicación portugués SIC.
Es una de las tres cadenas internacionales portuguesas, junto a RTP Internacional y TVI Internacional.

## Historia
SIC Internacional comenzó sus emisiones oficialmente en septiembre de 1997 en Francia y posteriormente se expandió al resto del mundo.

## Programación
SIC Internacional emite las principales emisiones del canal principal de su grupo de comunicación SIC, a excepción de programas para los que no posee los derechos de emisión fuera del territorio portugués como películas, series extranjeras y ciertos programas deportivos.

## Difusión

SIC Internacional en el mundo
Portugal
SIC International
SIC International Africa

| País           | Operadora(s)                                                           |
| -------------- | ---------------------------------------------------------------------- |
| Andorra        | Cable Mútua SFR Orange                                                 |
| Sudáfrica      | DStv                                                                   |
| Angola         | DStv Angola tvcabo Angola ZAP                                          |
| Australia      | Luso Vision                                                            |
| Bélgica        | Telenet                                                                |
| Brasil         | NET SKY Brasil Claro TV GVT Vivo TV TV Alphaville                      |
| Canadá         | FPTV Rogers Shaw Videotron Cogeco Bell                                 |
| Estados Unidos | GLOBAL MEDIA INC. Dish Network Cablevision Comcast Verizon FiOS SPT TV |
| Francia        | Free SFR Orange DartyBox Bouygues Telecom Numericable                  |
| Luxemburgo     | Eltrona Tango Generation Post Luxemburg                                |
| Mozambique     | DStv Moçambique tvcabo Moçambique ZAP                                  |
| Suiza          | Cablecom Swisscom Swisscable NetPlus Sunrise UPC                       |

- Fuente: sic.sapo.pt[1]